# Свинско със зеле
Свинско със зеле е традиционно ястие от българската кухня, много популярно и обичано основно ястие.

## Технология
Ястието се приготвя от свинско месо, зеле (кисело или прясно), лук, моркови, домати, червен пипер, сол, черен пипер, чубрица, свинска мас или олио. По желание се добавят цели люти чушки.
Зелето се нарязва на ситно и се стрива със сол, другите зеленчуци също се нарязват на ситно. Месото се нарязва на едри парчета. Всички продукти се слагат в тенджера и се заливат с вода или бульон (често, когато се приготвя с кисело зеле, се добавя зелев сок).
Ястието се вари, докато месото напълно се свари.